# Leathermouth
Leathermouth war eine 2007 gegründete amerikanische Hardcore-Punk-Band, deren Sänger und Frontman My-Chemical-Romance-Gitarrist Frank Iero ist.

## Bandgeschichte
Frank Iero hatte einige alte Freunde, die in verschiedenen Bands spielten und sich nun entschlossen hatten eine gemeinsame Band zu gründen. Sie spielten Iero einige ihrer Stücke vor, die sie bereits selbst aufgenommen hatten. Dieser war begeistert und war entschlossen sich am Erfolg dieser Band zu beteiligen. Er schlug vor, sie bei seinem Label Skeleton Crew unter Vertrag zu nehmen, sobald sie einen Sänger gefunden hätten.
Nachdem Iero von einer Tour mit My Chemical Romance zurückkam, fragte er die Band, ob sie inzwischen jemanden für den Part des Sängers gefunden hätten. Sie hatten nun zwar einen Sänger, dieser brachte allerdings keine brauchbaren Lyrics zustande, da er sehr ungeübt auf diesem Gebiet war.
Von da an nahm Iero die Sache selbst in die Hand. Er schrieb die Songtexte und mietete ein Studio, in dem die Band üben konnte.
Iero schrieb sämtliche Songtexte für Leathermouths Debütalbum in nur einer Woche.
So wurde er auch gleich als Sänger in die Band geholt. Er spielte bereits bei Pencey Prep, Hybrid, Sector 12, I Am A Graveyard, The Pole Smokin’ Five, Give Up The Ghost, Reggie and the Full Effect und einer The-Cure-Tribute-Band mit dem Namen Love Cats.
2008 unterzeichnete die Band einen Vertrag bei Epitaph Records anstatt, wie zuerst geplant bei Ieros Label Skeleton Crew, da er befürchtete, dass es zu kompliziert werden könnte, das Album zu promoten und sich gleichzeitig um die anderen Bands bei seinem Label und zusätzlich noch um My Chemical Romance zu kümmern.
Brett Gurewitz, President von Epitaph Records, war so begeistert von den ersten Demos und deren Intensität, dass er sofort zusagte.
Laut Iero war es immer sein Traum gewesen, mit einer Band bei Epitaph unter Vertrag zu sein.
Im Januar 2009 wurde ihr erstes Album mit dem Namen XO veröffentlicht.
Iero äußert sich folgendermaßen über Leathermouth: „Für mich ist Leathermouth ein Ventil für all die schlechten Dinge, die in der Welt geschehen und mich krank machen. (...) Durch Leathermouth kann ich die ganze Aggression, die sich in mir aufgestaut hat, herausschreien.“
Kritiker behaupten, der Stil der Band sei vom Hardcore-Punk der 1980er inspiriert. Laut Iero jedoch seien es die Horrorfilme aus dieser Zeit, die ihn sehr beeinflusst haben.
In einem Interview aus 2012 enthüllte Iero, dass die anderen Bandmitglieder an dem Projekt nicht mehr interessiert wären, da sie jetzt Religion gefunden haben. Er selbst wolle Leathermouth nicht an den Nagel hängen, aber ob es irgendwann neue Musik gibt, sei selbst ihm unklar.